# Joseph Hunter
Joseph Garvin Hunter, também conhecido como Lou Hunter (4 de outubro de 1899 — 10 de setembro de 1984), foi um jogador de rugby union estadunidense, campeão olímpico.

## Carreira
Enquanto frequentava a Universidade de Santa Clara, jogou pelo Santa Clara Broncos. Ele integrou a equipe da Seleção dos Estados Unidos que conquistou a medalha de ouro nos Jogos Olímpicos de Verão de 1920 em Antuérpia. Na partida disputada no Estádio Olímpico em 5 de setembro de 1920, o time americano derrotou o favorito francês por 8–0, e Hunter marcou o único touchdown da partida. Juntamente com outros medalhistas de ouro do rugby union, ele foi incluído no Hall da Fama do IRB em 2012.